# 29. Infanterie-Brigade (Deutsches Kaiserreich)
Die 29. Infanterie-Brigade war ein Großverband der Preußischen Armee.

## Geschichte
Die 29. Infanterie-Brigade wurde am 5. September 1818 in Köln als Verband der 16. Division, die am 14. Dezember 1818 in 15. Division umbenannt wurde, aufgestellt. Ein Jahr später erhielt die Brigade die Bezeichnung 15. Infanterie-Brigade, die am 29. April 1852 in 29. Infanterie-Brigade umbenannt und als 15. Brigade neu aufgestellt wurde.
Sie war Teil der 15. Division mit Standort in Köln und gehörte zum VIII. Armee-Korps in Koblenz.
Das Unterstellungsverhältnis zur 15. Division endete am 15. August 1916, als die Brigade in die 185. Infanterie-Division eingegliedert wurde.

### Standorte
- 1818 bis 1830: Köln
- 1830 bis 1833: Koblenz
- 1833 bis 1866: Köln
- 1866 bis 1867: Koblenz
- 1867 bis 1895: Köln
- 1895 bis 1918: Aachen

Zur Brigade gehörten
1820
- 25. Infanterie-Regiment (1. Rheinisches)
- 28. Infanterie-Regiment (2. Rheinisches)
- 2. Schützen-Abtheilung

Von 1821 bis 1849
- 25. Infanterie-Regiment (1. Rheinisches)
- 28. Infanterie-Regiment (2. Rheinisches)

Von 1850 bis 1851
- 28. Infanterie-Regiment
- 30. Infanterie-Regiment

Von 1852 bis 1859
- 30. Infanterie-Regiment
- 25. Landwehr-Regiment

Von 1860 bis 1864
- 1. Rheinisches Infanterie-Regiment Nr. 25
- 5. Rheinisches Infanterie-Regiment Nr. 65
- 1. Rheinisches Landwehr-Regiment Nr. 25

Von 1865 bis 1866
- 2. Posensches Infanterie-Regiment Nr. 19
- 5. Rheinisches Infanterie-Regiment Nr. 65
- 1. Rheinisches Landwehr-Regiment Nr. 25

1867
- 2. Rheinisches Infanterie-Regiment Nr. 28
- 6. Rheinisches Infanterie-Regiment Nr. 68
- 1. Rheinisches Landwehr-Regiment Nr. 25

Von 1868 bis 1869
- Ostpreuβisches Füsilier-Regiment Nr. 33
- 5. Rheinisches Infanterie-Regiment Nr. 65
- 1. Rheinisches Landwehr-Regiment Nr. 25
- 5. Rheinisches Landwehr-Regiment Nr. 65

Von 1871 bis 1889
- Hohenzollernsches Füsilier-Regiment Nr. 40
- 5. Rheinisches Infanterie-Regiment Nr. 65
- 1. Rheinisches Landwehr-Regiment Nr. 65
- 5. Rheinisches Landwehr-Regiment Nr. 65

Von 1889 bis 1909
- Füsilier-Regiment „Fürst Karl-Anton von Hohenzollern“ (Hohenzollernsches) Nr. 40
- 5. Rheinisches Infanterie-Regiment Nr. 65

Von 1910 bis 1912
- Infanterie-Regiment von Lützow (1. Rheinisches) Nr. 25
- 5. Rheinisches Infanterie-Regiment Nr. 65

Von 1912 bis 1914
- Infanterie-Regiment von Lützow (1. Rheinisches) Nr. 25
- 10. Rheinisches Infanterie-Regiment Nr. 161

Von 1914 bis 1918
- 10. Rheinisches Infanterie-Regiment Nr. 161
- Reserve-Infanterie-Regiment Nr. 28 (ab 3. August 1916)
- Infanterie-Regiment von Lützow (1. Rheinisches) Nr. 25
- 10. Rheinisches Infanterie-Regiment Nr. 161 (ab 29. Januar 1917)
- 3. Eskadron Jäger-Regiment zu Pferde Nr. 5

### Deutsch-Dänischer Krieg
Im Deutsch-Dänischen Krieg 1864 kam die Brigade nicht zum Einsatz; ihre Aufgabe lag in der Sicherung der Grenze zu Frankreich.

### Deutscher Krieg 1866
Im Krieg Preußen gegen Österreich war die Brigade unter dem Kommando von Generalmajor Rudolf von Zamory im Verband des VIII. (Rheinischen) Armee-Korps (15. und 16. Division) eingesetzt und nahm an den Gefechten bei Hühnerwasser und der Schlacht bei Münchengrätz teil. Am 3. Juli wurde die österreichische Armee bei Königgrätz entscheidend geschlagen.

### Deutsch-Französischer Krieg 1870/1871
Im Deutsch-Französischen Krieg war die Brigade an der Schlacht von Mars-la-Tour, der Schlacht bei Gravelotte sowie an der Belagerung von Metz beteiligt. Nach der Kapitulation folgten Kämpfe nördlich von Paris in der Schlacht an der Hallue, die Belagerung der Festung von Péronne sowie die Schlacht bei Amiens (1870) und letztlich die Schlacht bei Saint-Quentin.

### Erster Weltkrieg
Mit der Mobilmachung am 2. August 1914 musste die Brigade das Brigade-Ersatz-Bataillon 29 aufstellen.
Vom 13. November 1914 bis zum 10. April 1915 bildete die 29. Infanterie-Brigade zusammen mit der 31. Infanterie-Brigade und drei Batterien der Bayerischen Ersatz-Division die Division Fuchs, die Teil der  Armeeabteilung B des VIII. Armee-Korps war und unter dem Kommando des Generalleutnants Georg Fuchs stand.
Am 13. Dezember stürmte die 29. Brigade die Höhe 425 bei Sennheim im Elsass.
Zu weiteren Kampfhandlungen, Gefechten und Schlachten siehe Gefechtskalender der 15. Division

### Kommandeure
| Dienstgrad             | Name                                 | Datum                                                    |
| ---------------------- | ------------------------------------ | -------------------------------------------------------- |
| 15. Infanterie-Brigade |                                      |                                                          |
| Generalmajor           | Karl Thomas von Othegraven           | 05. September 1818 bis 29. März 1831                     |
| Generalmajor           | Ludwig Wilhelm Otto Karl von Boyen   | 30. März 1831 bis 29. März 1838                          |
| Generalmajor           | Moritz von Hirschfeld                | 30. März 1838 bis 30. März 1846                          |
| Oberst                 | Karl Trützschler von Falkenstein     | 31. März 1846 bis 26. März 1847                          |
| Oberst/Generalmajor    | Wilhelm von Cölln                    | 27. März 1847 bis 5. Juni 1848                           |
| Generalmajor           | Friedrich Wilhelm von La Chevallerie | 06. Juni 1848 bis 14. September 1849                     |
| Generalmajor           | Georg Brunsig von Brun               | 15. September 1849 bis 1. Dezember 1851                  |
| Generalmajor           | Julius von Cranach                   | 02. Dezember 1851 bis 3. Mai 1852                        |
| 29. Infanterie-Brigade |                                      |                                                          |
| Generalmajor           | Julius von Cranach                   | 04. Mai 1852 bis 14. Juni 1857                           |
| Generalmajor           | Karl von Monts                       | 15. Juni 1857 bis 13. Juni 1859                          |
| Generalmajor           | Wilhelm von Sommerfeld               | 14. Juni 1859 bis 30. März 1860                          |
| Generalmajor           | August von Etzel                     | 31. März 1860 bis 28. Januar 1863                        |
| Generalmajor           | Albrecht Achilles von Plehwe         | 29. Januar 1863 bis 14. Juni 1865                        |
| Generalmajor           | August von Dewitz                    | 15. Juni 1865 bis 3. Januar 1866                         |
| Generalmajor           | Alexander von Stuckrad               | 04. Januar 1866 bis 19. Mai 1866                         |
| Generalmajor           | Rudolf von Zamory                    | 20. Mai 1866 bis 23. Mai 1870                            |
| Generalmajor           | Karl von Wedel                       | 24. Mai bis 5. September 1870                            |
| Generalmajor           | Oskar von Sperling                   | 06. September bis 5. November 1870                       |
| Oberst                 | Oskar von Bock                       | 06. November 1870 bis 2. Juni 1871                       |
| Generalmajor           | Hermann von Koblinski                | 03. Juni 1871 bis 14. Oktober 1874                       |
| Generalmajor           | Hugo von Rauchhaupt                  | 15. Oktober 1874 bis 12. März 1879                       |
| Generalmajor           | Hermann von Blume                    | 13. März 1874 bis 6. August 1880                         |
| Generalmajor           | Richard von Hilgers                  | 07. August 1880 bis 29. August 1882                      |
| Generalmajor           | Wilhelm von Wrisberg                 | 30. August 1882 bis 7. März 1887                         |
| Generalmajor           | Hugo von Wentzel                     | 08. März 1887 bis 1. August 1888                         |
| Generalmajor           | Waldemar von Münenberg               | 02. August 1888 bis 18. November 1889                    |
| Generalmajor           | Wilhelm Müller                       | 19. November 1889 bis 17. Juni 1892                      |
| Generalmajor           | Ludwig von Falkenhausen              | 18. Juni 1892 bis 17. April 1893                         |
| Generalmajor           | Eugen von Drigalski                  | 18. April 1893 bis 13. Mai 1895                          |
| Generalmajor           | Heinrich von Kummer                  | 14. Mai 1895 bis 19. Mai 1897                            |
| Generalmajor           | Ernst Bartels                        | 20. Mai 1897 bis 14. Juni 1898                           |
| Generalmajor           | Georg von Braunschweig               | 15. Juni 1898 bis 14. Juni 1899                          |
| Generalmajor           | Max von Kleist                       | 15. Juni 1899 bis 21. März 1902                          |
| Oberst                 | Florian Fulda                        | 22. März bis 21. April 1902 (mit der Führung beauftragt) |
| Generalmajor           | Florian Fulda                        | 22. April 1902 bis 21. April 1905                        |
| Generalmajor           | Paul Pförtner von der Hölle          | 22. April 1905 bis 13. April 1907                        |
| Generalmajor           | Karl Rinck von Baldenstein           | 14. April 1907 bis 30. April 1908                        |
| Generalmajor           | Hans von Guretzky-Cornitz            | 01. Mai 1908 bis 19. März 1911                           |
| Generalmajor           | Erich von Luckwald                   | 20. März 1911 bis 30. September 1912                     |
| Generalmajor           | Karl von Graevenitz                  | 01. Oktober 1912 bis 21. April 1914                      |
| Generalmajor           | Rudolf von Minckwitz                 | 22. April 1914 bis 30. September 1914                    |
| Generalmajor           | Theodor Teetzmann                    | 01. Oktober 1914 bis 17. November 1914                   |
| Generalmajor           | Paul von Strantz                     | 18. November 1914 bis 26. Januar 1916                    |
| Generalmajor           | Heinrich Schëuch                     | 27. Januar 1916 bis 31. Dezember 1916                    |
| Generalmajor           | Paul Meister                         | 01. Januar 1917 bis 19. März 1918                        |
| Generalmajor           | Carl Groos                           | 20. März 1918 bis 15. Januar 1919                        |
| Generalmajor           | Kurt Wilcke                          | 16. Januar 1919 bis 3. März 1919                         |
| Generalmajor           | Carl Graup                           | 04. März 1919 bis 7. August 1919                         |